# The Clean-Up
The Clean-Up er en amerikansk stumfilm fra 1917 af William Worthington.

## Medvirkende
- Franklyn Farnum som Stuart Adams
- Agnes Vernon som Hazel Richards
- Mark Fenton som James Richards
- Mae Talbot som Mrs. Richards
- Martha Mattox som Miss Richards